# Тавитовы
Тави́товы (осет. Тауиттæ) — дигорская фамилия.

## Антропонимика
Из тюркского тау ‘гора’ + ит ‘собака’ — буквально ‘горная собака’. Возможно от древнееврейского собственного имени Давид.

## Происхождение
Согласно преданию предок фамилии по имени Давид (Тауит) некогда проживал в Грузии (Урс-Туалта), откуда затем переселился в Осетию. Первоначально он остановился в Алагирском ущелье, а позже перебрался в дигорское селение Камата. Здесь он образовал новую фамилию от своего имени. Считается что у Тауита было две жены, от первой было двое детей — Дедег и Кеврос, от которых пошли новые фамилии. А сын от второй жены продолжил род Тавитовых.
Спустя много лет, когда представилась возможность переселиться из на равнину, Дедегкаевы оказались в селении Вольно-Магометанском (ныне Чикола), Кевросовы — в сел. Вольно-Христианском (ныне Дигора), а Тавитовы при этом остались жить на прежнем месте. Со временем это поселение стало называться селом Тавитовых.

## Генеалогия
Арвадалта
Родственными фамилиями (осет. æрвадæлтæ) Тавитовых являются Дедегкаевы и Кевросовы.
Генетическая генеалогия
164264 (FTDNA) | id:YF015944 — Тавитов Руслан Борнафович — E1b1b1a1b1a V13+ (DYS393=12) > E-BY184773

## Известные носители
- Валерий Данилович Тавитов (1946) — заслуженный тренер России по вольной борьбе, неоднократный призёр чемпионата РСФСР.
- Михаил Давидович Тавитов (1914—2004) — старший зоотехник каракулеводческого совхоза «Сараджинский», герой Социалистического Труда.
- Руслан Сергеевич Тавитов (1956) — начальник Северо-Кавказского Суворовского военного училища, полковник.
- Чермен Казбекович Тавитов (1995) — российский борец вольного стиля.